# Bellonella conspicua
Bellonella conspicua är en korallart som beskrevs av Tixier-Durivault 1961. Bellonella conspicua ingår i släktet Bellonella och familjen läderkoraller. Inga underarter finns listade i Catalogue of Life.